# L'Ogre (court métrage)
Pour plus de détails, voir Fiche technique et Distribution.
L'Ogre est un film d'animation français de court métrage réalisé par Laurène Braibant et sorti en 2017.

## Fiche technique
- Titre : L'Ogre
- Réalisation : Laurène Braibant
- Scénario : Laurène Braibant
- Animation : Laurène Braibant, Gilles Cuvelier, Gabriel Jacquel, Claire Trollé, Marine Blin et Thomas Machart
- Montage : Gabriel Jacquel et Sarah van den Boom
- Musique : Pierre Caillet
- Producteur : Richard van den Boom
- Production : Papy3D Productions
- Pays d'origine :  France
- Durée : 9 minutes 41
- Dates de sortie :
  -  France : 12 juin 2017 (FIFA 2017)

## Distinctions
Il remporte la mention du jury et le prix Canal+ aide à la création pour un court métrage à l'édition 2017 du festival international du film d'animation d'Annecy.